# Trioza
Trioza je monosaharid, ili jednostavni šećer, koji sadrži tri atoma ugljenika. Postoje samo tri moguće trioze: -Gliceraldehid i -Gliceraldehid, su aldotrioze jer je karbonilna grupa na kraju lanca, i dihidroksiaceton, ketotrioza jer je karbonilna grupa u sredini lanca.
Trioze učestvuju u ćelijskoj respiraciji. Tokom glikolize, fruktoza-1,6-difosfat se razlaže u gliceraldehid-3-fosfat i dihidroksiaceton fosfat. Mlečna kiselina i piruvatna kiselina kasnije nastaju iz ovih molekula.

## Literatura
1. ↑  „Trioses - Three Carbon Sugars”. Oxford University Press. Приступљено 10. 07. 2011.
2. ↑  „Glycolysis in Detail”. Ohio State University at Mansfield. Архивирано из оригинала 24. 06. 2011. г. Приступљено 10. 07. 2011.